# Steve Mullings
Steve Mullings (* 28. November 1982 in Saint Elizabeth Parish) ist ein ehemaliger jamaikanischer Sprinter.
2004 siegte er bei den Jamaikanischen Meisterschaften im 200-Meter-Lauf. Daraufhin wurde er für die Olympischen Spiele in Athen nominiert. Ein positiver Dopingbefund verhinderte jedoch seinen Start. Nachdem die B-Probe die illegale Verwendung von Methyltestosteron durch Mullings bestätigt hatte, erhielt er eine zweijährige Wettkampfsperre.
Nach seiner Rückkehr auf die Bahn trat er zunächst bei den Weltmeisterschaften 2007 in Osaka wieder in Erscheinung. Er war Mitglied der jamaikanischen 4-mal-100-Meter-Staffel, die im Finale die Silbermedaille gewann. Mullings selbst wurde jedoch nur in der Qualifikationsrunde eingesetzt.
Bei den Weltmeisterschaften 2009 in Berlin wurde er wieder in der Staffel eingesetzt und durfte dieses Mal im Finale als Startläufer Jamaikas antreten. Gemeinsam mit Michael Frater, Usain Bolt und Asafa Powell gewann er in der Meisterschaftsrekordzeit von 37,31 s die Goldmedaille. Mullings trat in Berlin auch über 200 Meter an und wurde in neuer persönlicher Bestzeit von 19,98 s Fünfter.
Anfang Juni 2011 steigerte Mullings seine persönliche Bestleistung im 100-Meter-Lauf beim Prefontaine Classic in Eugene deutlich auf 9,80 s. Im August wurde kurz vor Beginn der Weltmeisterschaften in Daegu bekannt, dass er bei den Jamaikanischen Meisterschaften Ende Juni positiv auf das verbotene Maskierungsmittel Furosemid getestet worden war; als unmittelbare Folge wurde er daher nicht für das Team von Jamaika nominiert. Im November wurde er von einem dreiköpfigen Gremium der jamaikanischen Anti-Doping-Kommission des wiederholten Dopings schuldig gesprochen und lebenslang gesperrt.
Mullings wurde von Lance Brauman trainiert und war der Trainingspartner des US-amerikanischen Sprinters Tyson Gay.

## Bestleistungen
- 100 m: 9,80 s, 4. Juni 2011, Eugene (Oregon)
- 200 m: 19,98 s, 20. August 2009, Berlin
- 60 m (Halle): 6,59 s, 6. März 2004, Manhattan (Kansas)